# 114
Het jaar 114 is het 14e jaar in de 2e eeuw volgens de christelijke jaartelling.

## Gebeurtenissen

### Parthië
- Keizer Trajanus steekt met het Romeinse leger (11 legioenen) de rivier de Tigris over. Armenië wordt als nieuwe provincie ingelijfd bij het Romeinse Keizerrijk.

## Overleden
- Plinius de Jongere, Romeins schrijver en letterkundige